# Samtgemeinde Hemmoor
Hemmoor er en Samtgemeinde (fælleskommune eller amt) i den tyske delstat Niedersachsen. Adminisstrationen ligger i byen Hemmoor.
Samtgemeinde Hemmoor består af kommunerne:
1. Hechthausen
2. Hemmoor
3. Osten